# 国家水情教育基地
国家水情教育基地是中华人民共和国根据《国家水情教育基地设立及管理办法》，由有关中央部委按程序审议批准设立的面向社会公众开展水情教育的实体平台。分为工程设施类和场所类两大种类。

## 国家水情教育基地名单
第一批
2016年5月5日，《水利部关于公布国家水情教育基地名单的通知》确定了8家单位
- 北京节水展馆
- 天津节水科技馆
- 河道总督府（清晏园）
- 中国水利博物馆
- 华北水利水电大学
- 深圳水土保持科技示范园
- 重庆白鹤梁水下博物馆
- 陕西水利博物馆

第二批
2017年3月15日《水利部关于公布2016年国家水情教育基地名单的通知》确定了12家单位：
- 黄河水利文化博物馆
- 苏州河梦清园环保主题公园
- 宿迁水利遗址公园
- 浙江水利水电学院水文化研究教育中心
- 戴村坝
- 黄河博物馆
- 小浪底水利枢纽工程
- 驻马店市“75·8”防洪教育基地
- 长江文明馆
- 三峡水利枢纽工程
- 都江堰水利工程
- 宁夏水利博物馆

第三批
2019年3月6日水利部办公厅发布《关于第三批国家水情教育基地评选结果的公示》，确定14家单位：
- 江都水利枢纽工程
- 红旗渠
- 泰州引江河工程
- 东风堰
- 长渠（白起渠）
- 韶山灌区
- 槐房再生水厂
- 黄河三盛公水利枢纽
- 三峡试验坝陆水水利枢纽工程
- 汉城湖
- 寻源水文化研学基地（农夫山泉）
- 太湖溇港文化展示馆
- 新疆坎儿井研究会吐鲁番坎儿井乐园
- 江西水土保持生态科技园

第四批
2020年12月31日水利部办公厅发布《关于第四批国家水情教育基地评选结果的公示》，确定29家单位：
- 广西桂林市灵渠
- 湖北武汉节水科技馆
- 安徽淠史杭灌区
- 北京自来水博物馆
- 南水北调中线干线惠南庄泵站工程
- 广西大藤峡水利枢纽工程
- 丹江口水利枢纽工程
- 江苏防汛抢险训练场
- 山东沂蒙水利建设展览馆（沂蒙水文化博物馆）
- 贵州大发渠
- 福建长汀县水土保持科教园
- 云南昆明市百草园水土保持科技示范园
- 湖北蕲春县大同水库
- 甘肃舟曲特大山洪泥石流抢险救援纪念馆
- 河南郑州市贾鲁河
- 山西大禹渡扬水工程
- 江苏安澜展示园（淮安水利枢纽）
- 浙江长兴县河长制展示馆
- 广东深圳市梅林水库
- 四川成都市活水公园
- 陕西引汉济渭
- 海南呀诺达水土保持科技示范园
- 辽宁丹东水情教育展览馆
- 河北保定水利博物馆
- 福建莆田市木兰溪流域东圳水库
- 黑龙江省水利科技试验研究中心
- 甘肃景泰川电力提灌工程
- 广东罗定市长岗坡渡槽
- 青海玉树“三江源”水情教育基地

第五批
2023年4月23日，水利部、共青团中央、中国科协联合印发通知，公布第五批国家水情教育基地，确定21家单位：
- 北京市南水北调团城湖调节池工程
- 扬州中国大运河博物馆
- 浙江省现代水利示范区（德清洛舍）
- 安徽王家坝闸
- 江西瑞金市红井苏区水利旧址
- 山东济南黄河标准化堤防工程（泺口）
- 南水北调东线大运河南旺枢纽工程
- 山东省水文水生态环境教育基地
- 山东大沽河博物馆
- 南水北调干部学院（河南南阳干部学院）
- 南水北调中线干线穿黄工程
- 汉口水文站
- 湖北襄阳引丹渠
- 湖北荆江防洪工程
- 百色水利枢纽工程
- 海南松涛水库
- 重庆市水文化研究传播中心（重庆水利电力职业技术学院）
- 贵州贵阳市水环境科普馆
- 西藏萨迦古代蓄水灌溉系统
- 陕西高西沟水保生态教育基地
- 新疆伽师县江巴孜乡水厂

## 历史
2015年6月，中华人民共和国水利部、中宣部、中华人民共和国教育部、共青团中央联合印发了《全国水情教育规划（2015—2020年）》，提出依托已有各类教育场所和具有水情教育功能的水利设施等，建设一批布局合理、种类齐全、特色鲜明、规模适度的多层级水情教育基地体系。由水利部办公厅负责水情教育的归口管理工作。2015年12月8日，水利部办公厅印发《国家水情教育基地设立及管理办法》（办宣〔2015〕261号）。
2018年，中华人民共和国水利部、共青团中央、中国科学技术协会联合印发新修订《国家水情教育基地管理办法》（办宣〔2018〕235号）。主体由水利部调整为水利部、共青团中央、中国科学技术协会三家。基地分类由原“工程设施、自然资源和场所”三类调整为“工程设施和场所”两类，取消自然资源类，其中场所类取消学校类教育基地申报。

## 省级水情教育基地
《河南省水情教育基地设立及管理办法》(豫水办秘〔2017〕9号)
2021年3月1日江苏省水利厅 中共江苏省委宣传部 江苏省财政厅 共青团江苏省委 江苏省科学技术协会关于印发《江苏省水情教育基地设立及管理办法》的通知（苏水规〔2021〕1号）
2021年9月6日陕西省水利厅关于印发《陕西省水情教育基地管理办法》的通知（ 陕水信宣发〔2021〕11号 ） 
2022年12月23日浙江省水利厅 共青团浙江省委 浙江省科学技术协会关于印发《浙江省水情教育基地管理办法》的通知